# 猴场镇 (威宁县)
猴场镇，是中华人民共和国贵州省毕节市威宁彝族回族苗族自治县下辖的一个乡镇级行政单位。

## 行政区划
猴场镇下辖以下地区：
街上村、群发村、保坪村、桥梁村、葡萄村、巴西村、中营村、新建村、长冲村、木块村、藤桥村、格寨村、倮村、发纠村、平洞村和穿洞村。